# قلندر (مرند)
قلندر یکی از روستاهای استان آذربایجان شرقی است که در دهستان ذوالبین بخش یامچی شهرستان مرند واقع شده‌است.